# Hwan sul-coreano
O Hwan (圜, 환) foi a moeda da Coreia do Sul entre 15 de Fevereiro de 1953 e 9 de Junho de 1962.
Ela foi criada valendo 100 Won (primeiro Won).

## Histórico
Devido a desvalorização do primeiro Won Sul-coreano, onde ele passou progressivamente da taxa de câmbio em relação ao Dólar Americano, de 15 Won (em 1945) para 6000 Won (em 1953), foi criado o Hwan em 1953 valendo 100 vezes mais que a moeda anterior.
O Hwan se subdividia em 100 Jeon mas, na prática, a menor denominação em uso era a de 1 Hwan. O Hwan também sofreu os efeitos da alta inflação e foi desvalorizado sucessivamente.
| Taxas de Câmbio para o Hwan sul-coreano | Taxas de Câmbio para o Hwan sul-coreano |
| Data de Aplicação                       | Valor do Dólar Americano em Hwan        |
| --------------------------------------- | --------------------------------------- |
| 15/02/1953                              | 60                                      |
| 15/12/1953                              | 180                                     |
| 15/08/1955                              | 500                                     |
| 23/02/1960                              | 650                                     |
| 01/01/1961                              | 1000                                    |
| 02/02/1961                              | 1250                                    |

Em 1962, o Won Sul-Coreano foi restabelecido (ficando conhecido como segundo Won) a taxa de 1 Won = 10 Hwan, como sequência das medidas de controle e redução da inflação.

## Moedas
Em 1959, começou a emissão de moedas nas denominações de 10, 50 e 100 Hwan. Elas foram cunhadas na Casa da Moeda da Philadelphia (EUA).
| Moedas de Hwan (em coreano)                           | Moedas de Hwan (em coreano) | Moedas de Hwan (em coreano) | Moedas de Hwan (em coreano) | Moedas de Hwan (em coreano) | Moedas de Hwan (em coreano)      | Moedas de Hwan (em coreano)                                 | Moedas de Hwan (em coreano)                           | Moedas de Hwan (em coreano)    | Moedas de Hwan (em coreano) | Moedas de Hwan (em coreano) |
| Imagem                                                | Imagem                      | Valor                       | Dados Técnicos              | Dados Técnicos              | Dados Técnicos                   | Descrição                                                   | Descrição                                             | Data de                        | Data de                     | Data de                     |
| Anverso                                               | Reverso                     | Valor                       | Diâmetro                    | Peso                        | Composição                       | Anverso                                                     | Reverso                                               | Primeira Cunhagem              | Emissão                     | Retirada                    |
| ----------------------------------------------------- | --------------------------- | --------------------------- | --------------------------- | --------------------------- | -------------------------------- | ----------------------------------------------------------- | ----------------------------------------------------- | ------------------------------ | --------------------------- | --------------------------- |
|                                                       |                             | 10 hwan                     | 19,1 mm                     | 2,46 g                      | Cobre 95% Zinco 5%               | Rosa de Sharon, valor, nome do banco (Hangul)               | Valor (digitos), "Republic of Korea", ano de cunhagem | 1959 (Calendário Coreano 4292) | 20/10/1959                  | 22/03/1975                  |
|                                                       |                             | 50 hwan                     | 22,86 mm                    | 3,69 g                      | Cobre 70% Zinco 18% Níquel 12%   | Navio Tartaruga - Geobukseon, valor, nome do banco (Hangul) | Valor (dígito), "Republic of Korea", ano de cunhagem  | 1959 (Calendário Coreano 4292) | 20/10/1959                  | 22/03/1975                  |
|                                                       |                             | 100 hwan                    | 26,0 mm                     | 6,74 g                      | Cuproníquel Cobre 75% Níquel 25% | Lee Sung-man, valor, nome do banco (Hangul)                 | Valor (dígito), "Republic of Korea", ano de cunhagem  | 1959 (Calendário Coreano 4292) | 30/10/1959                  | 10/06/1962                  |
| Imagens estão na escala de 0,7 pixels por millimetro. |                             |                             |                             |                             |                                  |                                                             |                                                       |                                |                             |                             |

As moedas de 10 e 50 hwan circularam ate 22 de Março de 1975 mas a de 100 hwan foram retiradas em 10 de Junho de 1962.

## Cédulas
Em 1953, cédulas de Hwan entraram em circulação nos valores de 1, 5, 10, 100 e 1000 hwan. Algumas destas cédulas foram impressas nos Estados Unidos e possuiam denominações em inglês e Hangul as won. A nota de 500 Hwan foi introduzida em 1956, seguida da cédula de 1000 Hwan em 1957 e de 50 Hwan em 1958.

### Cédulas impressas nos EUA
As primeiras cédulas foram impressas pelo United States Government Printing Office. Todas as inscrições em Hanja e Hangul em ambos os lados foram escritas da direita para esquerda (direção tradicional) ao invés das inscrições modernas (ocidentalizadas) que são da esquerda para direita.
Elas possuem alguns defeitos obvios, O termo "hwan" foi escrito em Hanja (圜) enquanto "won" foi escrito em Hangul (원) e em Inglês. Este problema foi atribuido à urgência da necessidade de cédulas e mudança do nome da moeda, assim como a urgência da decisão de imprimir as cédulas nos Estados Unidos. Incomummente Catálogos de Cédulas podem errôneamente categorizados como parte do segundo Won Sul-coreano, como ocorre como Standard Catalog of World Paper Money de Albert Pick.
| Cédulas Impressas nos EUA (em coreano)                | Cédulas Impressas nos EUA (em coreano) | Cédulas Impressas nos EUA (em coreano) | Cédulas Impressas nos EUA (em coreano) | Cédulas Impressas nos EUA (em coreano) | Cédulas Impressas nos EUA (em coreano)                                          | Cédulas Impressas nos EUA (em coreano) | Cédulas Impressas nos EUA (em coreano) | Cédulas Impressas nos EUA (em coreano) |
| Imagem                                                | Imagem                                 | Value                                  | Dimensões                              | Cor Principal                          | Descrição                                                                       | Descrição                              | Data de                                | Data de                                |
| Anverso                                               | Reverso                                | Value                                  | Dimensões                              | Cor Principal                          | Anverso                                                                         | Reverso                                | emissão                                | retirada                               |
| ----------------------------------------------------- | -------------------------------------- | -------------------------------------- | -------------------------------------- | -------------------------------------- | ------------------------------------------------------------------------------- | -------------------------------------- | -------------------------------------- | -------------------------------------- |
|                                                       |                                        | 1 hwan                                 | 111 × 54 mm                            | Rosa                                   | Nome do Banco (Hanja), valor em Hangul e Hanja.                                 | Logotipo do Banco da Coreia            | 17/02/1953                             | 10/06/1962                             |
|                                                       |                                        | 5 hwan                                 | 111 × 54 mm                            | Vermelho                               | Nome do Banco (Hanja), valor em Hangul e Hanja.                                 | Logotipo do Banco da Coreia            | 17/02/1953                             | 10/06/1962                             |
|                                                       |                                        | 10 hwan                                | 156 × 66 mm                            | Roxo                                   | Nome do Banco (Hanja), valor em (Hangul e Hanja) e Navio Tartaruga - Geobukseon | Logotipo do Banco da Coreia            | 17/02/1953                             | 10/06/1962                             |
|                                                       |                                        | 100 hwan                               | 156 × 66 mm                            | Verde                                  | Nome do Banco (Hanja), valor em (Hangul e Hanja) e Navio Tartaruga - Geobukseon | Logotipo do Banco da Coreia            | 17/02/1953                             | 10/06/1962                             |
|                                                       |                                        | 1000 hwan                              | 156 × 66 mm                            | Marrom                                 | Nome do Banco (Hanja), valor em (Hangul e Hanja) e Navio Tartaruga - Geobukseon | Logotipo do Banco da Coreia            | 17/02/1953                             | 10/06/1962                             |
| Imagens estão na escala de 0,7 pixels por millímetro. |                                        |                                        |                                        |                                        |                                                                                 |                                        |                                        |                                        |

### Cédulas Impressas na Coreia
| Cédulas Impressas na Coreia (em coreano)              | Cédulas Impressas na Coreia (em coreano) | Cédulas Impressas na Coreia (em coreano) | Cédulas Impressas na Coreia (em coreano) | Cédulas Impressas na Coreia (em coreano) | Cédulas Impressas na Coreia (em coreano)                       | Cédulas Impressas na Coreia (em coreano) | Cédulas Impressas na Coreia (em coreano) |
| Imagem                                                | Imagem                                   | Valor                                    | Dimensões                                | Descrição                                | Descrição                                                      | Data de                                  | Data de                                  |
| Anverso                                               | Reverso                                  | Valor                                    | Dimensões                                | Anverso                                  | Reverso                                                        | emissão                                  | retirada                                 |
| ----------------------------------------------------- | ---------------------------------------- | ---------------------------------------- | ---------------------------------------- | ---------------------------------------- | -------------------------------------------------------------- | ---------------------------------------- | ---------------------------------------- |
|                                                       |                                          | 10 hwan                                  | 156 × 66 mm                              | Namdaemun                                | Haegeumgang próximo a Geoje                                    | 17/03/1953                               | 10/06/1962                               |
|                                                       |                                          | 10 hwan                                  | 156 × 66 mm                              | Namdaemun                                | Haegeumgang próximo a Geoje                                    | 15/12/1953                               | 10/06/1962                               |
|                                                       |                                          | 50 hwan                                  | 149 × 66 mm                              | Portal da Independência                  | Estátua de Bronze de Yi Sun-sin - Navio Tartaruga - Geobukseon | 15/08/1958                               | 10/06/1962                               |
|                                                       |                                          | 100 hwan                                 | 156 × 66 mm                              | Lee Sung-man                             | Portal da Independência                                        | 18/12/1953                               | 10/06/1962                               |
|                                                       |                                          | 100 hwan                                 | 156 × 66 mm                              | Lee Sung-man                             | Portal da Independência                                        | 1/02/1954                                | 10/06/1962                               |
|                                                       |                                          | 100 hwan                                 | 156 × 66 mm                              | Lee Sung-man                             | Valor de Face                                                  | 26/03/1957                               | 10/06/1962                               |
|                                                       |                                          | 100 hwan                                 | 156 × 66 mm                              | Mãe e seu filho                          | Portal da Independência                                        | 16/05/1962                               | 10/06/1962                               |
|                                                       |                                          | 500 hwan                                 | 156 × 73 mm                              | Lee Sung-man                             | Valor de Face                                                  | 26/03/1956                               | 10/06/1962                               |
|                                                       |                                          | 500 hwan                                 | 156 × 73 mm                              | Lee Sung-man                             | Valor de Face                                                  | 15/08/1958                               | 10/06/1962                               |
|                                                       |                                          | 500 hwan                                 | 156 × 73 mm                              | Sejong o Grande de Joseon                | Edifício Sede do Banco da Coreia                               | 19/04/1961                               | 10/06/1962                               |
|                                                       |                                          | 1000 hwan                                | 166 × 73 mm                              | Lee Sung-man                             | Logotipo do Banco da Coreia                                    | 26/03/1957                               | 10/06/1962                               |
|                                                       |                                          | 1000 hwan                                | 165 × 73 mm                              | Sejong o Grande de Joseon                | Pira                                                           | 15/08/1960                               | 10/06/1962                               |
| Imagens estão na escala de 0,7 pixels por millímetro. |                                          |                                          |                                          |                                          |                                                                |                                          |                                          |

## Referencias
1. ↑  Bank of Korea. «우리나라의 화폐, 1953년~1962년» (em coreano). Consultado em 4 de dezembro de 2006. Arquivado do original em 10 de março de 2007. 긴급통화조치로 화폐단위가 圓에서 圜으로 바뀌었음에도 이 당시 은행권은 圜을 '원'으로 표기하고 있는데 이는 동 은행권이 긴급통화조치의 결정 이전에 다른 용도로 미국연방인쇄국에서 제조된 것이기 때문." → Tradução : " Devido a Medidas Monetárias Emergenciais, e da troca da denominação da moeda de won para hwan, no momento da impressão "won" foi inscrito ao invés de "hwan" nas cédulas; e este é o motivo, como resultado de uma prévia decisão indicada nas Medidas Monetárias Emergenciais, estas cédulas foram impressas pela Agência de Impressão do Governo Americano.

- Predefinição:Numis cite SCWC
- Predefinição:Numis cite SCWPM